# رولندز کسل
رولندز کسل (به انگلیسی: Rowland's Castle) یک روستا و محله مدنی در بریتانیا است که در East Hampshire واقع شده‌است. رولندز کسل ۲٬۷۷۰ نفر جمعیت دارد.